# ناحية شمامك

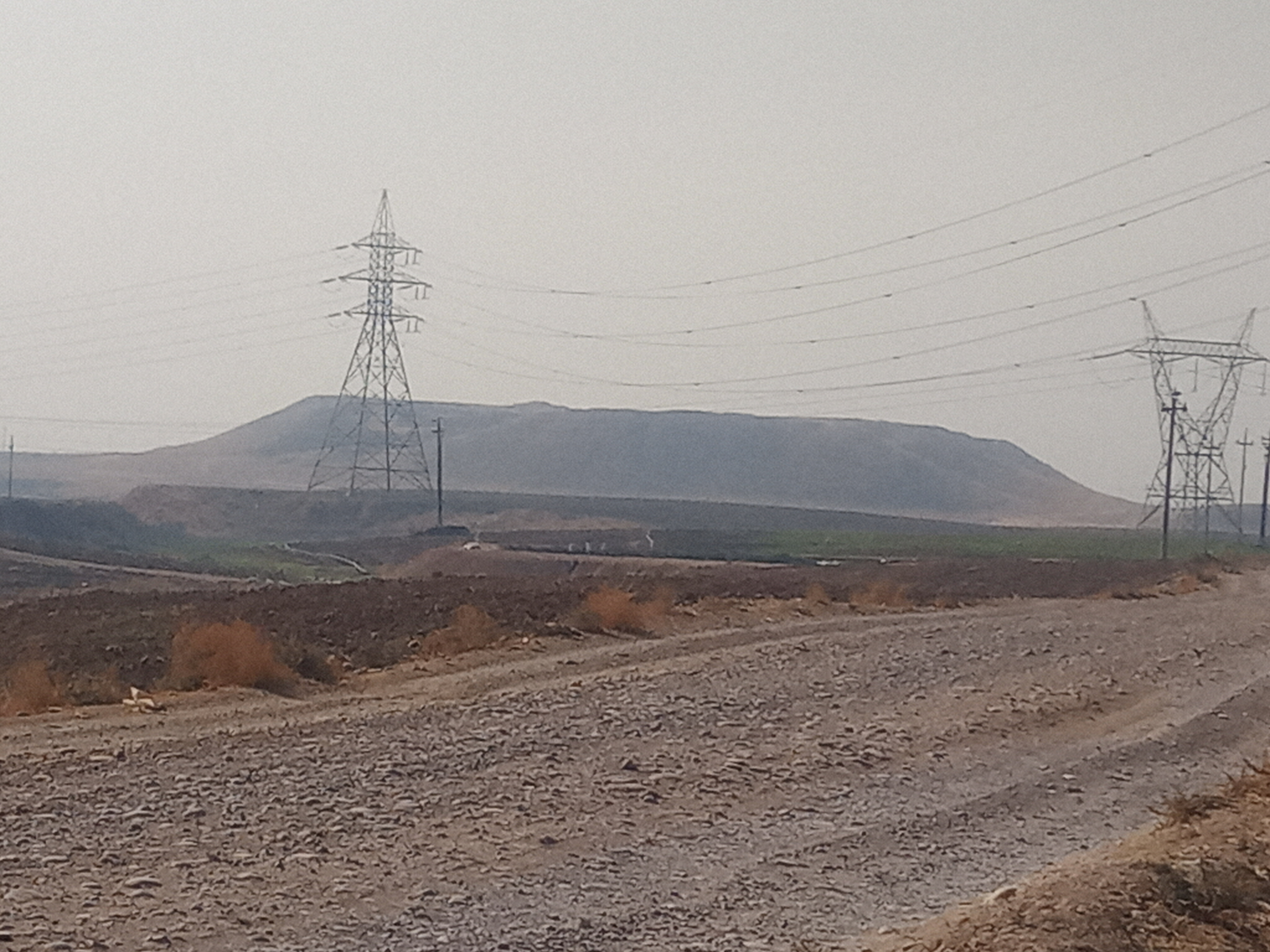
تل قصر شمامك في أربيل

ناحية شمامك وهي إحدى نواحي قضاء مركز اربيل في محافظة أربيل في العراق وتصل مساحتها إلى 592 كم وتبلغ عدد قراها حوالي 54 قرية معظم اراضيها سهلية إذ تشكل 91 % منها فيما تشكل التلال 9%

## وصلات خارجية
https://sotkurdistan.net/2022/09/14/تل-قصر-شمامك-الأثري-في-أربيل-جيهان-شير/